# Juhan Kukk
Juhan (Johann) Kukk (13 d'abril de 1885, Karu, actualment la Parròquia de Rakke, Comtat de Lääne-Viru, Estònia - 4 de desembre de 1942, Província de Arkhangelsk, Unió Soviètica) va ser un polític estonià.

## Biografia
Després d'acabar la secundària va estudiar al Departament de Comerç de l'Escola Politècnica de Riga (1904-1910) i va obtenir uns estudis addicional a Alemanya, es va graduar amb el diploma en primer grau.
Entre 1917 i 1918 va ser director del departament financer del Govern de la Província d'Estònia (Maapäev), i entre el 1918 i el 1919 i Ministre d'Estat de la Propietat i del Pressupost del Govern Provisional d'Estònia, 1919-1920 Ministre de Finances de la República d'Estònia, de 1920 a 1921 Ministre de Comerç i Indústria, del 18 novembre de 1921 al 20 de novembre de 1922 President del Riigikogu I, 1922-1924 Director del Banc d'Estònia. Entre 1920 i 1926, va ser membre de la I i II Riigikogu. Des de novembre 1922 fins a agost de 1923 va ser Primer Ministre d'Estònia.
Kukk va ser promotor del moviment de cooperació i també va exercir com a President del Consell de la Unió Estònia de Cooperació, director de la Unió Central de la Unió de Consumidors d'Estònia, i des de feia algun temps també President de la Junta de la Unió. Des de 1920 va ser també president de la Junta de Rahvapank (Banc Popular) i 1924-1926 director del Banc d'Estònia.
Kukk va ser arrestat per l'NKVD el 1940 i va morir a la presó el 1942.